# فاليري ترزي
فاليري روز ترزي (9 اكتوبر 1999-) سباحة فلسطينية أمريكية، حققت العديد من الإنجازات في السباحة باسم دولة فلسطين. حتى باتت أيقونة السباحة الفلسطينية، فقد استطاعت في دورة الألعاب العربية التي أقيمت في الجزائر في يوليو 2023 الحصول على ست ميداليات، ذهبيتان وثلاث ميداليات فضية وواحدة برونزية. وهي صاحبة الرقم القياسي لفلسطين في مسابقات 50- 100متر سباحة ظهرية، كما تحمل الرقم القياسي في مسابقات (50- 100- 200)متر سباحة صدر، والرقم القياسي لمسابقات 50متر فراشة. 
فاليري ولدت في الولايات المتحدة لعائلة فلسطينية وتخرجت من جامعة أوبرن. بدأت السباحة في الثالثة من عمرها، ولكنها لم تركز كثيرًا علي هذه اللعبة حتى المرحلة الثانوية، حيث كانت تمارس رياضات أخرى مثل التنس والهوكي والبيسبول.

## إنجازاتها
حققت فاليري ترزي ثلاثة أرقام قياسية فلسطينية، الأول أنها أكثر رياضية فلسطينية حصولاً على ميداليات ذهبية في الدورات العربية والقارية والدولية، والثاني أول فلسطينية تُحقق ميداليتين ذهبيتين في بطولة واحدة، والثالث أنها الأكثر حصولاً على ميداليات ملونة في بطولة واحدة، بعدما حصلت على ست ميداليات في رقم غير مسبوق. ويمكن أن نستعرض ذلك من خلال الآتي:
| م | البطولة                       | العام | الإنجاز             | ملاحظات                               |
| - | ----------------------------- | ----- | ------------------- | ------------------------------------- |
| 1 | دورة الألعاب العربية بالجزائر | 2023  | الميدالية الذهبية   | سباق 50 متر سباحة صدر                 |
| 2 | دورة الألعاب العربية بالجزائر | 2023  | الميدالية الذهبية   | سباق 100 متر سباحة ظهر                |
| 3 | دورة الألعاب العربية بالجزائر | 2023  | الميدالية الفضية    | سباق 50 متر فراشة سيدات               |
| 4 | دورة الألعاب العربية بالجزائر | 2023  | الميدالية الفضية    | سباق 100 متر صدر                      |
| 5 | دورة الالعاب العربية بالجزائر | 2023  | الميدالية الفضية    | سباق 200 متر صدر، في زمن: 2.38.67     |
| 6 | دورة الألعاب العربية بالجزائر | 2023  | الميدالية البرونزية | سباق 50 متر سباحة ظهر في زمن: 0.29.78 |

## الجوائز والتكريمات
تم تكريمها خلال استقبال الرئيس الفلسطيني محمود عباس لها وتقديم التهنئة على إنجازها الرياضي وذلك في دورة الألعاب العربية 2023. وحضر اللقاء عضو اللجنة التنفيذية لمنظمة التحرير نائب رئيس الوزراء زياد أبو عمرو.